# Patrick McKinley Brennan
Patrick McKinley Brennan (* 1966) ist ein US-amerikanischer Rechtswissenschaftler.

## Leben
Er erwarb einen B.A. in Philosophie mit Auszeichnung und Auszeichnung am Yale College, einen M.A. an der University of Toronto und einen Juris Doctor an der Boalt Hall.
Er kam 2004 als erster Inhaber des John F. Scarpa Chair in Catholic Legal Studies an die Villanova University, wo er Verfassungsrecht, Verwaltungsrecht, Strafrecht und politische Theorie lehrt. Zuvor war er Professor für Recht und Vizedekan am Sandra Day O’Connor College of Law, an der Arizona State University, wo er acht Jahre lang lehrte.

## Schriften (Auswahl)
- mit John E. Coons: By Nature Equal. The Anatomy of a Western Insight. Princeton University Press, Princeton 2001, ISBN 978-0-691-05922-8.
- Civilizing authority. Society, state, and church. Lexington Books, Lanham 2007, ISBN 0739118064.
- The Vocation of the Child (= Religion, marriage, and family series). Eerdmans Publishing, Grand Rapids 2008, ISBN 978-90-04-18180-9.
- als Herausgeber mit Jack L. Sammons und H. Jefferson Powell: Legal Affinities. Explorations in the Legal Form of Thought. Carolina Academic Press, Durham 2014, ISBN 978-1-61163-244-6.
- mit William Brewbaker: Christian legal thought. Materials and cases (= University casebook series). Foundation Press, Saint Paul 2017, ISBN 1-60930-231-1.